# غوردون براون (لاعب كرة قدم أمريكية شمالية)
غوردون براون هو لاعب كرة قدم أمريكية شمالية ‏ كندي، ولد في 1927 في فيكتوريا في كندا.